# Internacional Democrata Centrista
A Internacional Democrata Centrista (em inglês: Centrist Democrat International, CDI) é a internacional democrata-cristã. Até 2001, era conhecido como Internacional Democrata Cristã e, antes disso, como Internacional dos Partidos Populares e Democratas-Cristãos (até 1999). Foi fundada em 1961 em Santiago, Chile como a União Mundial Democrata Cristã, com base no legado de outras internacionais democratas cristãs que tentaram criar uma terceira via de inspiração cristã alternativa às internacionais socialistas e comunistas; Em 1982, mudou de nome pela primeira vez para Internacional Democrata Cristã. O nome mudou oficialmente devido à crescente participação de partido de várias religiões. É o grupo político internacional dedicado à promoção da democracia cristã. Embora reúna partidos de todo o mundo, os seus membros principais são, principalmente, da Europa e da América Latina. Alguns deles também são membros da União Democrata Internacional (IDU), embora o CDI esteja mais próximo do centro político e mais comunitária do que o IDU.

## Partidos Membros
| País                           | Partido                                                                            | Sigla       | Status            |
| ------------------------------ | ---------------------------------------------------------------------------------- | ----------- | ----------------- |
| Albânia                        | Partido Democrático da Albânia                                                     | PDSh        | Oposição          |
| Alemanha                       | União Democrata-Cristã                                                             | CDU         | Oposição          |
| Andorra                        | Novo Centro                                                                        | NC          | Oposição          |
| Angola                         | União Nacional para a Independência Total de Angola                                | UNITA       | Oposição          |
| Argélia                        | União Nacional Democrática                                                         | RND         | Governo           |
| Argentina                      | Partido Democrata Cristão                                                          | PDC         | Oposição          |
| Armênia                        | Estado de Direito                                                                  | OEK         | Oposição          |
| Aruba                          | Partido Popular Arubano                                                            | AVP/PPA     | Governo           |
| Bélgica                        | Democratas-Cristãos e Flamengos                                                    | CDV         | Governo           |
| Botswana                       | Frente Nacional do Botswana                                                        | BNF         | Oposição          |
| Brasil                         | Partido da Social Democracia Brasileira                                            | PSDB        | Oposição          |
| Brasil                         | União Brasil                                                                       | UNIÃO       | Independente      |
| Bulgária                       | União das Forças Democráticas                                                      | SDS         | Extra-parlamentar |
| Burquina Fasso                 | União pela República                                                               | UR          | Oposição          |
| Cabo Verde                     | Movimento para a Democracia                                                        | MPD         | Governo           |
| Camboja                        | Frente Unida Nacional para um Camboja Independente, Neutro, Pacífico e Cooperativo | FUNCINPEC   | Extra-parlamentar |
| Camboja                        | Partido Popular do Camboja                                                         | CPP         | Governo           |
| Chile                          | Partido Democrata Cristão do Chile                                                 | PDC         | Governo           |
| Chipre                         | Aliança Democrática                                                                | DISY        | Governo           |
| Colômbia                       | Partido Conservador Colombiano                                                     | PCC         | Governo           |
| Costa do Marfim                | Reagrupamento dos Republicanos                                                     | RDR         | Governo           |
| Costa Rica                     | Partido Unidade Social Cristã                                                      | PUSC        | Oposição          |
| Croácia                        | União Democrática Croata                                                           | HDZ         | Governo           |
| Cuba                           | Movimento Cristã da Libertação                                                     | MCL         | No exílio         |
| Cuba                           | Partido Democrata Cristão de Cuba                                                  | PDCC        | No exílio         |
| Curaçau                        | Partido Nacional Popular                                                           | NVP/PNP     | Extra-parlamentar |
| Dinamarca                      | Democratas-Cristãos                                                                | KD          | Extra-parlamentar |
| El Salvador                    | Partido Democrata-Cristão                                                          | PDC         | Oposição          |
| Eslováquia                     | União Democrata-Cristã Eslovaca - Partido Democrático                              | SDKU-DS     | Extra-parlamentar |
| Eslovênia                      | Nova Eslovénia                                                                     | NSi         | Oposição          |
| Eslovênia                      | Partido Democrático Esloveno                                                       | SDS         | Oposição          |
| Espanha                        | Partido Popular                                                                    | PP          | Oposição          |
| Espanha                        | União Democrática da Catalunha                                                     | UDC         | Extra-parlamentar |
| França                         | Os Republicanos                                                                    | LR          | Oposição          |
| Filipinas                      | Combate dos Democratas Filipinos                                                   | LDP         | Governo           |
| Filipinas                      | Lakas - Cristãos e Muçulmanos Democratas                                           | LAKAS - CMD | Governo           |
| Gabão                          | Partido Democrático Gabonês                                                        | PDG         | Governo           |
| Grécia                         | Nova Democracia                                                                    | ND          | Oposição          |
| Guiné-Bissau                   | Partido para a Renovação Social                                                    | PRS         | Oposição          |
| Guiné Equatorial               | Acção Popular da Guiné-Equatorial                                                  | APGE        | Oposição          |
| Hungria                        | Fidesz - União Cívica Húngara                                                      | FIDESZ      | Governo           |
| Irlanda                        | Fine Gael                                                                          | FG          | Governo           |
| Itália                         | União dos Democratas-Cristãos e de Centro                                          | UDC         | Governo           |
| Líbano                         | União Democrata Cristã Libanesa                                                    | UCDL        | Extra-parlamentar |
| Líbano                         | Falanges Libanesas                                                                 | PHALANGE    | Oposição          |
| Luxemburgo                     | Partido Popular Social Cristão                                                     | CSV/PSC     | Oposição          |
| Malawi                         | Partido do Congresso de Malawi                                                     | MCP         | Governo           |
| Malta                          | Partido Nacionalista                                                               | PN          | Oposição          |
| Marrocos                       | Partido Istiqlal                                                                   | PI          | Oposição          |
| Ilhas Maurícias                | Partido Maurício Social Democrata                                                  | PMSD        | Oposição          |
| Mauritânia                     | União pela Democracia e pelo Progresso                                             | UDP         | Oposição          |
| Mauritânia                     | União pela República (Mauritânia)                                                  | UR          | Governo           |
| México                         | Partido de Ação Nacional                                                           | PAN         | Oposição          |
| Moçambique                     | Movimento Democrático de Moçambique                                                | MDM         | Oposição          |
| Noruega                        | Partido Democrata Cristão                                                          | KRF         | Apoio parlamentar |
| Panamá                         | Partido Popular                                                                    | PP          | Governo           |
| Países Baixos                  | Apelo Democrata-Cristão                                                            | CDA         | Oposição          |
| Paraguai                       | Partido Democrata Cristão do Paraguai                                              | PDC         | Oposição          |
| Peru                           | Partido Popular Cristão                                                            | PPC         | Extra-parlamentar |
| Portugal                       | Partido Social Democrata                                                           | PPD/PSD     | Governo           |
| Quênia                         | Movimento Democrático Wiper - Quénia                                               | WDM-K       | Oposição          |
| República Democrática do Congo | Movimento de Libertação do Congo                                                   | MLC         | Oposição          |
| Chéquia                        | União Cristã e Democrata - Partido Popular Checoslovaco                            | KDU-CSL     | Governo           |
| República Dominicana           | Partido Reformista Social Cristão                                                  | PRSC        | Oposição          |
| Roménia                        | Partido Nacional Liberal                                                           | PNL         | Governo           |
| Roménia                        | Partido Nacional Democrata Cristão Agrário                                         | PNT-CD      | Extra-parlamentar |
| Roménia                        | Partido Democrata Cristão Húngaro da Roménia                                       | RMKDM       | Extra-parlamentar |
| San Marino                     | Partido Democrata Cristão de San Marino                                            | PDCS        | Oposição          |
| São Tomé e Príncipe            | Ação Democrática Independente                                                      | ADI         | Governo           |
| Senegal                        | União Centrista do Senegal                                                         | UCS         | Governo           |
| Senegal                        | Bloco dos Centristas Gaïndé                                                        | BCG         | Oposição          |
| Suécia                         | Democratas Cristãos                                                                | KD          | Oposição          |
| Ucrânia                        | União Democrata-Cristã                                                             | KDS         | Extra-parlamentar |
| Venezuela                      | Comitê de Organização Política Eleitoral Independente                              | COPEI       | Oposição          |

## Partidos Observadores
| País             | Partido                                   | Sigla   | Status            |
| ---------------- | ----------------------------------------- | ------- | ----------------- |
| Bielorrússia     | Democracia Cristã Bielorrussa             | BCHD    | Extra-parlamentar |
| Bulgária         | União Popular Agrária                     | ZNS     | Extra-parlamentar |
| Bulgária         | Partido Democrata                         | DP-BG   | Extra-parlamentar |
| Eslováquia       | Partido da Comunidade Húngara             | SMK/MKP | Extra-parlamentar |
| Eslováquia       | Movimento Democrata Cristão               | KDH     | Extra-parlamentar |
| Guiné Equatorial | União Popular da Guiné-Equatorial         | UPGE    | Oposição          |
| Honduras         | Partido Nacional de Honduras              | PNH     | Governo           |
| Madagáscar       | Fanorenana                                | -       | Oposição          |
| Moçambique       | Resistência Nacional Moçambicana          | RENAMO  | Oposição          |
| Roménia          | União Democrática dos Húngaros na Roménia | RMDSZ   | Oposição          |
| Sérvia           | Partido Democrata Cristão da Sérvia       | DHSS    | Extra-parlamentar |
| Rússia           | Rússia Unida                              | YR      | Governo           |